# Acorn Electron
L‘Acorn Electron és una versió econòmica del microordinador educatiu BBC Micro, produït per Acorn Computers Ltd. Té 32 KiB de RAM, i la ROM inclou el BBC BASIC, juntament amb el seu sistema operatiu.
L'Electron enregistrava i carregava programes en casset d'àudio per mitjà d'un cable convertidor subministrat que es connectava a qualsevol magnetòfon estàndard amb els sòcols correctes. Era capaç de gràfics bàsics, i podria mostrar-los ja sigui en un televisor, un monitor en color (RGB) o un monitor de «pantalla verda».
El maquinari del BBC Micro era emulat per un sol xip ULA personalitzat dissenyat per l'Acorn. Tenia limitacions de funcionalitat, com ara la impossibilitat de sortida de més d'un canal de so contràriament al BBC que era capaç de polifonia a tres canals (més un canal de soroll) i la incapacitat de proveir mode de teletext.
La ULA controlava l'accés de memòria i tenia 32 K × 8 bits de memòria RAM adreçable per mitjà de 4 × 64 K xips de RAM d'1 bit (4164). Pel fet de necessitar dos accessos a cada xip en lloc d'un, i a causa de les complicacions del maquinari de vídeo que també requereixen accés, lectura o escriptura de la memòria Ram, era molt més lenta que al BBC Micro. Això significava que encara que les aplicacions ROM s'executaven a la mateixa velocitat, es produïa una disminució substancial de la velocitat en aplicacions que s'executaven a partir de la memòria RAM.

## Especificacions tècniques
| Parts          | Especificacions | Especificacions |
| -------------- | --- | --------------- |
| UCP            | MOS Technology 6502A a 1 o 2,00 MHz |                 |
| RAM            | 32 KiB - 96 KiB (màx.) |                 |
| ROM            | 32 KiB (màx.) |                 |
| Teclat         | mecànic, 56 tecles |                 |
| Monitor        | televisor o monitor RGB; mode text: 40 x 32/25, 80 x 32/25, 20 x 32 i 40 x 25 caràcters; modes gràfics: 640 x 256 / 320 x 256 / 160 x 256 pixels; 16 colors |                 |
| So             | un canal, 7 octaves |                 |
| Ports          | port d'expansió, ports de casset, sortida RGB |                 |
| Emmagatzematge | casset (1200 bps) o 1 a 4 disqueteres (5,25", 250 KiB o 3,5", 640 KiB)                                                                                      |                 |